# Bernardo Riedel
Bernardo Riedel é um farmacêutico e astrônomo brasileiro. Foi professor da Universidade Federal de Minas Gerais (UFMG) e astrônomo do Observatório Astronômico Frei Rosário. Ele é reconhecido pela comunidade científica como um dos principais especialistas brasileiros na fabricação de telescópios.

## Carreira
Seu envolvimento com a astronomia começou cedo, quando construiu seu primeiro telescópio aos 13 anos em 1953 e se associou ao Centro de Estudos Astronômicos de Minas Gerais (CEAMIG). Em 1970, ingressou como professor na UFMG e desempenhou o papel de óptico no Observatório Astronômico Frei Rosário de 1977 a 1998. 
Em 1978, fundou a empresa B. Riedel Ciência e Técnica em Belo Horizonte, dedicada à produção de instrumentos astronômicos de alta qualidade, como telescópios, cúpulas, lentes, espelhos, filtros e acessórios relacionados à observação astronômica.
Durante a década de 1960, ele também explorou a área biomédica e obteve formação em diagnóstico de doenças tropicais na Faculdade de Farmácia e Bioquímica da UFMG, pois, a formação em astrofísica na época, não era uma opção. 
Em 1970, foi aprovado como professor na UFMG na área de parasitologia clínica e convidado para presidir o Centro de Estudos Astronômicos de Minas Gerais (CEAMIG).
Aos 38 anos, em 1978, Bernardo Riedel decidiu seguir sua verdadeira paixão, que era a astronomia. Ele abandonou sua carreira na área biomédica para se dedicar ao estudo e à construção de telescópios. Transformou sua modesta oficina em uma pequena fábrica para produção em série de telescópios, com o objetivo de promover a ciência e a tecnologia por meio desses instrumentos, além de montar mais de 15 observatórios em todo o Brasil, incluindo a construção das cúpulas.
Ao longo de sua carreira, construiu mais de 2,5 mil telescópios, alguns dos quais foram exportados para fora do país, e montou mais de 15 observatórios no Brasil, incluindo o Observatório Nazaré, em Conselheiro Lafaiete, e o Observatório Astronômico da Universidade de Itaúna, ambos em Minas Gerais.
Aposentado pela UFMG e ex-astrônomo do Observatório Astronômico Frei Rosário, o Professor Bernardo Riedel é amplamente reconhecido como um dos principais especialistas brasileiros na fabricação de telescópios. 
Atualmente, é carinhosamente apelidado pela comunidade astronômica amadora como o "Professor Pardal brasileiro". Mesmo após sua aposentadoria e com os anos já vividos, o Professor Bernardo Riedel continua a contribuir para o avanço da ciência em sua empresa, construindo telescópios e montando observatórios em todo o país.